# Petra Sitte

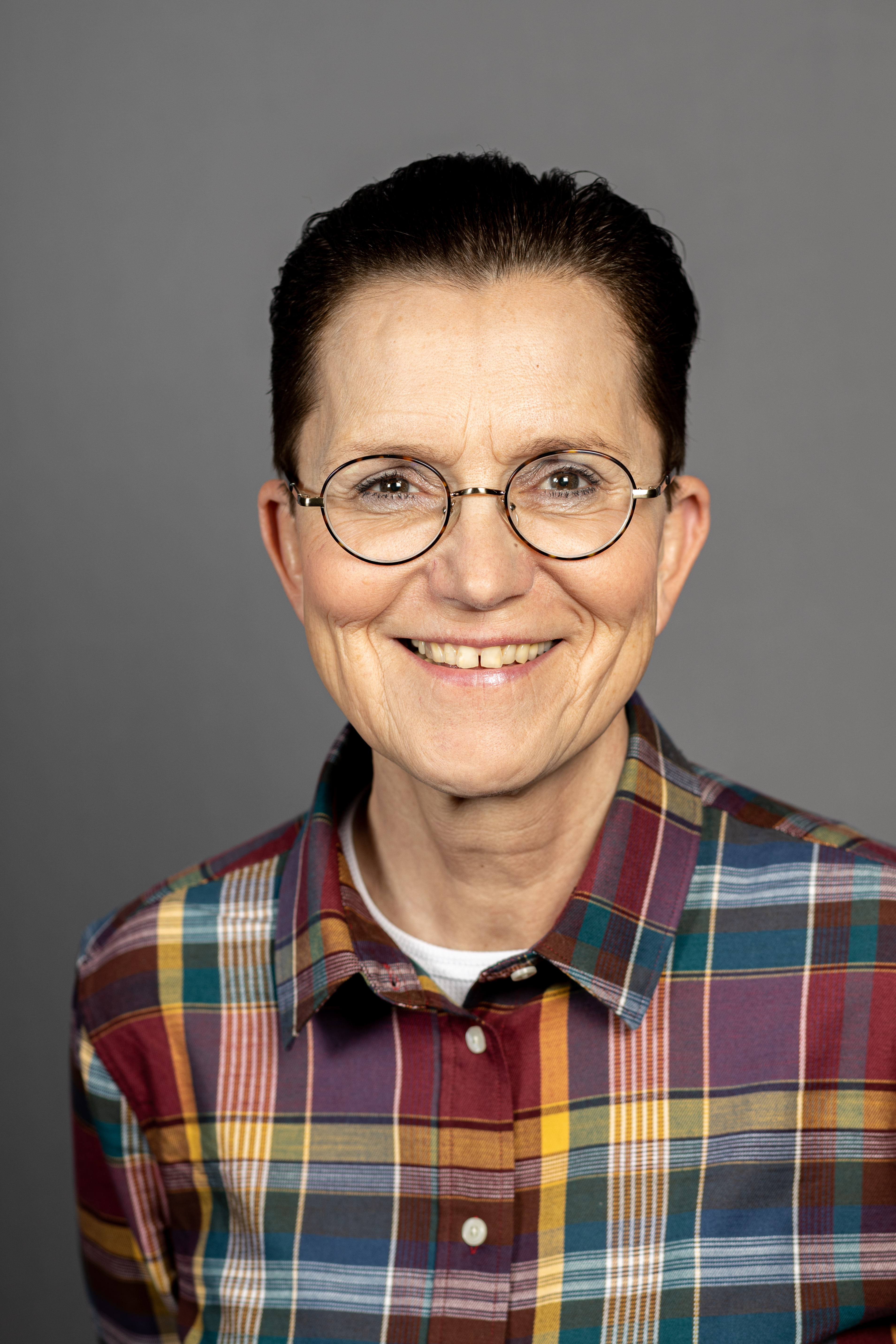
Petra Sitte (2020)

Petra Sitte (* 1. Dezember 1960 in Dresden) ist eine deutsche Politikerin (Die Linke). Sie war von 2005 bis 2025 Mitglied des Deutschen Bundestages. Von 2013 bis 2017 war sie erste parlamentarische Geschäftsführerin der Linksfraktion im Deutschen Bundestag.

## Leben

### Ausbildung und Beruf
Nach dem Abitur 1979 absolvierte Petra Sitte ein Studium der Volkswirtschaftslehre an der Martin-Luther-Universität Halle-Wittenberg, welches sie 1983 als Diplomökonomin beendete. Nach einem anschließenden Forschungsstudium und einer Tätigkeit als Assistentin an der Martin-Luther-Universität erfolgte hier 1987 ihre Promotion zum Dr. oec. mit der Arbeit Die Führungstätigkeit der SED-Bezirksorganisation Halle bei der Weiterentwicklung der sozialistischen Produktionsverhältnisse in der Industrie und der Herausbildung der Kombinate (sechziger und siebziger Jahre). Danach war sie bis 1989 Zweite Sekretärin der FDJ-Kreisleitung an der Martin-Luther-Universität und hier anschließend von 1990 bis 1991 Aspirantin.

### Partei
Sitte  trat 1981 in die SED ein. Von 1997 bis 2002 war sie Mitglied des PDS-Bundesvorstandes.

### Abgeordnete
Von Mai bis Dezember 1990 gehörte sie der Stadtverordnetenversammlung von Halle an und war hier auch Vorsitzende der PDS-Fraktion. Von 2004 bis 2014 gehörte sie erneut dem Stadtrat von Halle an.
Von 1990 bis 2005 war sie Mitglied des Landtages von Sachsen-Anhalt. Hier war sie bis Juni 2004 Vorsitzende der PDS-Fraktion.
Seit 2005 ist sie Mitglied des Deutschen Bundestages. Hier ist sie stellvertretende Vorsitzende der Bundestagsfraktion Die Linke, Mitglied und Obfrau im Ausschuss für Bildung, Forschung und Technikfolgenabschätzung und Vorsitzende des Fraktionsarbeitskreises Innovation, Bildung, Wissenschaft, Kultur und Medien. Von 2010 bis 2013 war sie Mitglied der Enquete-Kommission Internet und digitale Gesellschaft. Sitte ist ordentliches Mitglied im Ausschuss Digitale Agenda sowie in der Enquete-Kommission „Künstliche Intelligenz“. Zudem gehört sie als stellvertretendes Mitglied dem Haushaltsausschuss, als auch dem Sportausschuss an.
Petra Sitte zog 2005 über die Landesliste Sachsen-Anhalt in den Bundestag ein. Ihr Wahlkreis ist Halle, wo sie 2009 mit 33,7 % der Stimmen ein Direktmandat erreichte. 2013 unterlag sie hier Christoph Bergner (CDU).
Zur vorgezogenen Bundestagswahl 2025 trat Sitte nicht mehr an.

### Sonstiges
Seit 2012 ist Petra Sitte Mitglied im Vorstand der Rosa-Luxemburg-Stiftung, zudem ist sie Kuratoriumsmitglied der Stiftung Lesen. Seit 2015 ist Petra Sitte Mitglied im Senat der Deutschen Industrieforschungsgemeinschaft Konrad Zuse.